# 馬仔
馬仔，本名劉海欣，是香港著名的漫畫家。她畢業於香港理工大學的紡織及設計系。

## 作品
其作品採用口語撰寫，本來由博益出版，但遇上停業事件。經過各前博益作者爭取，最終可取回版權，其作品之出版社轉為天地圖書。於翌年的出版《我的低能旅行》及《我的低能大肚之道》，並首次成為於同一季出版兩部作品的年份，於2021年，首次成為自首部作品《我的低能之道》出版以來全年沒有其作品出版的年份，於2022年起，連續兩年成為自首部《一本正經學成語》作品出版以來全年沒有《一本正經》系列作品出版的年份，於2024年，首次成為全年沒有《我的低能之道》系列作品出版的年份。
- 1.《我的低能之道》舊博益版已絕版，復活版由天地圖書出版。2007
- 2.《我的低能之道2》此為首部非於夏季出版的作品，舊博益版已絕版，並成為最後一部由博益出版的作品，復活版由天地圖書出版。2007
- 3.《我們的低能婚禮》此為其作品之出版社轉為天地圖書後首部初版作品，同時推出《馬仔即溶三合一》套裝，內有由天地圖書出版的首3作(包含其首兩部作品復活版)。2008
- 4.《我的低能旅行》因作者懷孕關係，而無法繼續下去，並成為了自首部作品《我的低能之道》出版以來頁數最少的作品[3]。2009
- 5.《我的低能大肚之道》2009
- 6.《我的低能湊B之道》2010
- 7.《我的低能湊B之道2》於同年12月，推出《馬仔傳宗接代禮盒裝》，內有上兩作及該作。2011
- 8.《我的低能之路》此部起，首部無附上贈品的作品。2012
- 9.《我的低能湊B之道3 幼兒班篇》2013
- 10.《我的低能旅行2》此為最後一部附上贈品的作品。2014
- 11.《癲在低能起跑線》此部起，自首部作品《我的低能之道》出版以來首部非以《我的低能》為開首的作品。2015
- 12.《1人低能 4人同行》此部起，改為定格漫畫的首部作品。2016
- 13.《低能救全家》此部起，在封底摺頁因封面已有書名而取消列出書名的首部作品。2017
- 14.《一本正經學成語》此為首部只負責插圖的作品。2018
- 15.《低能世紀》2018
- 16.《一本正經學歷史成語》此為最後一部由天馬文化出版的《一本正經》作品。2019
- 17.《玩轉低能媽》2019
- 18.《低能媽大反擊》2020
- 19.《一本正經學古文》此為首部由旗下的最新成立的小天地出版社出版的《一本正經》作品。2020
- 20.《低能媽求生記》2022
- 21.《低能媽飄移手記》2023
- 22.《一本正經學唐詩》2024
- 23.《人工低智能媽》此部是繼《我的低能之道2》之後，第二部非於夏季出版的作品。2025
- 24.《媽媽的十萬個為什麼》此為馬仔首部副作品。2025

## 外部連結
- 官方網站 （页面存档备份，存于）
- OL變身插畫師馬到功成 （页面存档备份，存于）
- Facebook專頁 （页面存档备份，存于）